# 上田誠一

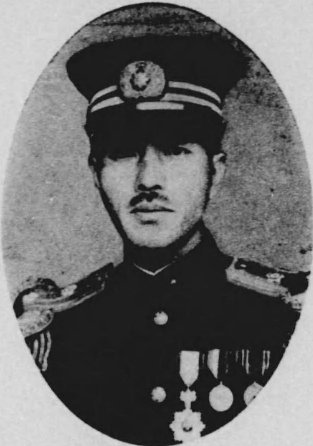
上田誠一

上田 誠一（うえだ せいいち、1898年（明治31年）11月10日 - 1969年（昭和44年）1月7日）は、日本の内務・警察官僚、弁護士。官選県知事。

## 経歴
石川県出身。小学校長・上田誠文の長男として生まれる。石川県立金沢第二中学校を卒業。金沢医学専門学校中退を経て、第四高等学校を卒業。1921年10月、高等試験行政科試験に合格。1922年3月、東京帝国大学法学部法律学科（独法）を卒業。同年4月、内務省に入省し、宮城県属となり内務部地方課に配属された。
1923年2月、宮城県警視・警察部警務課長に就任。以後、同保安課長兼工場課長、兵庫県警察部保安課長、同特別高等警察課長、京都府警察部特別高等警察課長、警視庁警視・特別高等警察課長、兼外事課長、警視庁衛生部長を歴任。
1935年1月、領事兼内務書記官に発令され上海在勤となる。1936年4月、帰国して警視庁特別高等警察部長に就任。その後、千葉県総務部長を経て大阪府経済部長となる。
1940年1月、青森県知事に就任。1942年1月、内務省防空局長に転じ、さらに防空総本部総務局長を務める。1944年7月、山口県知事に発令され、海岸線の防空陣設置、食糧増産、下関市の疎開、軍需生産の増強などに尽力した。
1945年10月27日、山口県知事を依願免本官となり退官。1946年1月から1951年8月まで公職追放となる。1946年2月に登録を行い弁護士として活動した。

## 親族
- 長男 上田誠吉（弁護士）[4]
- 次男 上田誠也（地球物理学者）[4]
- 娘婿 吉岡英一（大蔵官僚）

## 伝記
- 上田誠吉『ある内務官僚の軌跡』大月書店、1980年。